# Turski rat za nezavisnost
Turski rat za nezavisnost (turski: İstiklal Harbi, doslovno "Rat za nezavisnost" ili Kurtuluş Savaşı, doslovno "Oslobodilačka borba") je rat, odnosno naziv za niz međusobno povezanih oružanih sukoba koji su se od 1919. do 1923. vodili između pripadnika Turskog nacionalnog pokreta na jednoj, i Osmanskog Carstva i saveznika na drugoj strani. Uzrok je predstavljao poraz Osmanskog Carstva u Prvom svjetskom ratu, odnosno podjela njegovih teritorija među pobjedničkim silama nakon Mirovnog ugovora u Sèvresu 1920., koja je između ostalog izazvala etničke sukobe na područjima s miješanim stanovništvom, a koji su, pak, služili kao izgovor saveznicima da okupiraju i podjele značajne dijelove matičnog turskog teritorija Osmanskog Carstva. Turski nacionalni pokret, na čije se čelo stavio proslavljeni vojskovođa Mustafa Kemal-paša, imao je glavno uporište u unutrašnjosti Anatolije gdje je osnovana privremena sekularna vlada koja se suprotstavila ne samo savezničkim trupama, nego i osmanskom sultanu i pro-britanskoj marionetskoj vladi u Istanbulu koja je 1920. potpisala ugovor u Sèvresu. Turski nacionalni pokret je zbog spasenja domivine osnovao Mustafa Kemal-paša, turski nacionalist i sekularist, ratni heroj Carstva i pripadnik modernističkog pokreta Mladoturaka. To je bio pokret za tursku državu neovisnu od Osmanskog Carstva, ali koja bi zauzimala najveći dio bivšeg osmanskog teritorija, Tursku koja bi bila demokratska i sekularna republika turskog naroda. Pokret se zalagao za kompletnu redefiniciju turskoga nacionalnog identiteta, kao i jačanje neovisne turske države u očima zapadnog svijeta. Po međunarodnom pravu, Mustafa Kemal Atatürk je tražio poštovanje ugovora Četrnaest točaka američkog predsjednika T. W. Wilsona koji nalaže da se turskom dijelu Osmanskog Carstva treba dati nezavisnost u poslijeratnom uređenju Europe i Azije. Republikanci su, zahvaljujući gerilskoj strategiji, Kemalovom vojničkom umijeću, logističkim problemima za vladine i savezničke trupe, podršci komunističke sekularne Sovjetske Rusije, kao i sve većim nesuglasicama između saveznika s vremenom stegli prevagu i važnije sukobe - s Francuskom i Italijom oko južne granice, osmanskom vladom, Demokratskom Republikom Armenijom oko istočne, te s Grčkom i Britanijom oko zapadne granice uspjeli riješiti u svoju korist. Rat, koji je formalno okončan mirom u Lausanni 1923. je imao značajne posljedice u transformaciji Turske u etnički homogenu nacionalnu državu, ukidanju sultanata 1922., ukidanju kalifata 1924. i uvođenju republikanskog uređenja 1923. kojim su omogućene sekularne reforme Mustafe Kemala Atatürka 1920.-ih i 1930.-ih, ali i u masovnom etničkom čišćenju i zamjenama ne-turskog stanovništva koje dan danas opterećuju odnose Turske sa susjednom Grčkom i Armenijom. Mustafa Kemal Atatürk postao je 29. listopada 1923. prvim predsjednikom samostalne i neovisne, moderne i sekularne Republike Turske iz redova CHP-a. Time je udario temelje za modernu zapadnu državu kakva je Turska danas, a Turci ga smatraju ocem domovine.

## Vanjske poveznice
|  | Zajednički poslužitelj ima još gradiva o temi Turski rat za nezavisnost |